# Юрочка
Ю́рочка (бел. Юрачка) — традиционный белорусский хороводный шуточный танец. Мелодия заимствована из одноимённой песни («Ах ты, Юрочка, что не женишься...»). По мотивам этой народной песни И. Моисеевым создан сценический танец «Юрочка — деревенский Дон-Жуан», приобретший широкую известность в Советском Союзе.

## Описание народного танца
Все участники двигаются по кругу парами, кроме одного «лишнего» парня, который танцует один. Когда хоровод делает круг, парень забирает партнершу у первой пары и лишним становился второй парень. Теперь он играл роль Юрочки и шёл вслед за всеми по кругу, импровизируя на ходу различные коленца и разыгрывая всякие комические сценки. Юрочку изображали сметливым, расторопным весельчаком. Танцующие простым шагом под одноимённую песню двигались по сцене. Танец заканчивался, когда «Юрочком» перебывают все парни. Во время танца участники пели: «Ах ты, Юрочка, что не женишься? // Придет зимушка, куда денешься?», а «Юрочка»  отвечал: «Я на печке в уголку // всю зимушку просижу». Танец бытовал в Могилевской, Минской, Гомельской других областях Белоруссии.
Танец известен с начала XX века, когда он исполнялся «Першай беларускай трупай» Игната Буйницкого. Постановка народного танца Л. Алексютовичем долгие годы оставалась образцовой, как в профессиональных, так и в любительских коллективах.
Возможно первоисточником танца был хоровод, известный жителям деревни Хорошки Могилёвской области, в котором участники шли по кругу парами «шагом с приставкой» и припевали. После каждого куплета исполнитель роли Юрочки занимал место кавалера в одной из пар. Оставшийся без пары юноша обходил их кругом и снова занимал на своё место, вытесняя Юрочку. Юрочка же становился к следующей девушке, снова вытесняя парня и так далее. Слова песни этого хоровода были о женитьбе среди птиц, слово «юрок» означало певчую птичку, а в переносном смысле — «шалуна, вертлявого мальчика». В песне юрку задавался традиционный вопрос о том почему он не женился, на что тот называл недостатки какой-либо птицы (вертишейки, трясогузки, сороки, вороны). Можно предположить, что с течением времени название птицы переосмыслилось и стало производным от имени Юрий, а рассказ об историях среди птиц был заменён более рассказом о событиях из жизни людей.

## Танец И. Моисеева

«Юрочка — деревенский Дон-Жуан»

По мотивам народной песни «Юрочка» И. Моисеевым создан шуточный сценический танец. Он часто объявлялся как «Юрочка — деревенский сердцеед», или «Юрочка — деревенский Дон-Жуан». Исполняется живо, с юмором, музыкальный размер 4/4. Герой его танца — весельчак, повеса, «первый парень на деревне», который был не прочь поухаживать сразу за несколькими девушками и в конце концов терпел фиаско, оставшись в одиночестве. Танец в исполнении Ансамбля народного танца имени Игоря Моисеева приобрёл широкую популярность в СССР. В многочисленных ансамблях художественной самодеятельности его показывали по-разному: растяпой, у которого приятели из-под носа увели его девушек; чересчур переборчивым, капризным юношей, который так и не смог найти себе подругу; просто весёлым шутником и балагуром, разыгрывающим для забавы маленькую комедию с ухаживаниями; а то и отъявленным ловеласом, поделом дело наказанным.
Весёлый, нарядный Юрочка с большим розовым цветком на груди выбегает на сцену. Затем выходят три девушки с гордым и немного лукавым видом. Они делают вид, что не замечают Юрочку. Он, заметив девушек, перебегает от одной к другой, старается через плечо заглянуть каждой в лицо и обратить на себя её внимание. Затем Юрочка «врезается» в середину тройки. Девушка, находившаяся в центре, хочет убежать от Юрочки, но Юрочка, раскрыв руки в стороны, не пускает её. Две другие девушки с интересом наблюдают за ними. На ходу Юрочка внимательно приглядывается ко второй девушке. Она ему нравится. Юрочка подхватывает двух девушек за талии. Третья девушка «обиженно» наблюдает за Юрочкой и своими подругами. Юрочка замечает, что третья девушка обиделась, оставляет первых двух и подходит к третьей и танцует с ней.
Проходя мимо подружек, третья девушка гордо поднимает голову, они, в свою очередь, также гордо отворачиваются от неё и Юрочки.
На сцену выходит вторая тройка девушек. Юрочка, увидев их, останавливается, оставляет третью девушку и разглядывает вышедших на сцену. Третья девушка обижается и присоединяется к своим подружкам. Юрочка прихорашивается и бежит за новой тройкой девушек. Перегнав их, поворачивается к ним лицом, знакомится, раскланиваясь каждой и затем обнимает девушек, образуя с ними кружок. Девушки первой тройки демонстративно поворачиваются спиной к Юрочке. Он замечает отвернувшихся от него девушек первой тройки. Оставив девушек второй тройки бежит к центру сцены, откуда поглядывает то на одних, то на других девушек. Подойдя к первой тройке девушек, старается заглянуть в лицо отвернувшихся девушек первой тройки. Девушки второй тройки, переглянувшись, отворачиваются. Юрочка бежит в центр сцены и оттуда смотрит то на одних, то на других девушек.
Юрочка сердится и сильно топает ногой. Положив руки на бёдра и подняв голову вверх, он с важностью смотрит на девушек.
Девушки, лукаво переглянувшись, подбегают к нему и делают вид, что испугались его. Девушки, окружив Юрочку и положив одну руки ему на плечи, кружатся вокруг него. Юрочка доволен, но девушки разбегаются и становятся в глубине сцены. Юрочка с самодовольным видом подбегает то к одной, то к другой тройке девушек, которые приплясывают на месте, переглядываясь и улыбаясь Юрочке. Девушки, покружившись на месте, с лукавым видом сговариваются о чем-то и убегают со сцены.
Юрочка не замечает ухода девушек и, думая, что те смотрят на него им, усердно выплясывает. Затем, увидев, что девушек нет, он растерянно смотрит по сторонам и начинает их искать. И тут девушки появляются, но вместе с парнями. Юрочка озадачен. Девушки и парни, держась за руки, бегут парами по кругу. Юрочка бежит рядом и старается стать в пару с какой-нибудь девушкой, но каждый раз, девушка перебегает к другому плечу своего партнёра, прячась от Юрочки. В конце концов юноши и девушки, разъединив руки, идут на Юрочку в два ряда: парни, а девушки за их спинами. Юрочка отступает назад. Юрочка старается прорваться к девушкам, он перебегает то на одну, то на другую сторону сцены, высматривая себе партнёршу, старается схватить девушку за руку, но парни загораживают девушек. Юноши окружают Юрочку, образуя круг и танцуют вокруг Юрочки. Он пытается вырваться из круга. Неудачно прыгнув, Юрочка повисает на руках юношей. Девушки бегут рядом с юношами, приветливо помахивая Юрочке руками. Парни разрывают круг и Юрочка падает. Смеясь, все разбегаются и становятся вокруг Юрочки. Юрочка быстро поднимается, сердито топает ногой и с гордым видом ожидает, что девушки подойдут к нему. Однако они пройдя мимо Юрочки отходят под руками юношей назад. Юрочка изумлён таким поведением девушек. Парни и девушки парами весело бегут мимо Юрочки и скрываются за кулисами.
Юрочка озадачен и в сердцах дважды топает ногой. Затем энергично ставит правую ногу вперёд на каблук, молодцевато откидывает корпус назад и стоит подбоченившись. Затем медленно осматривает себя, стараясь понять, что же в нём не нравится девушкам, удивлённо пожимает плечами и затем решительно срывает цветок, приколотый к рубашке, бросает его, приглаживает свой вихор и убегает к товарищам, поющим за сценой.

## «Юрочка» в культуре
На народную белорусскую музыку для Большого театра в 1939 году Леонидом Якобсоном был поставлен шуточный концертный номер «Юрочка». В номере участвовали четыре девушки и пять юношей. Юрочка дразнил платочком по очереди всех девушек, которые пытаются его отнять. Когда появлялись кавалеры, то разбирали девушек и Юрочка оставался один. Для номера несколько эскизов сделал художник Анатолий Коломойцев.
В том же 1939 году показом балета Михаила Крошнера «Соловей» открылось здание Белорусского театра оперы и балета. Балетмейстер А. Ермолаев щедро ввёл в действие народные белорусские танцы, в том числе «Юрочку».
В 1959 году Д. Каминский на основе народной песни «Юрачка» написал одноимённую фантазию для фортепиано с оркестром.